# 이혜승
이혜승(1977년 5월 11일 ~ )은 대한민국의 아나운서이다.

## 학력
- 예일여자고등학교 (졸업)
- 서울대학교 언론정보학과 (졸업)
- 한국외국어대학교 통번역대학원 한영과 국제회의반 (수료)

## 경력
- 1999년 매일경제TV 정치경제부 기자
- 2000년 12월 1일 : SBS 공채 10기 아나운서

## 프로필
- 출생 : 1977년 5월 11일
- 학력 : 서울대학교 언론정보학 학사
- 데뷔 : 매일경제TV 정치경제부 기자

## 출연 작품

### 텔레비전 프로그램
- 《SBS 10 뉴스》 (2025년 6월 30일 ~ 현재)
- SBS 애니갤러리 (2021년 6월 2일 ~  2025년 5월 12일)
- 《SBS 주말뉴스》 (2017년 ~ 2021년)
- 평일 《모닝와이드 3부》 (2016년 12월 19일 ~ 2025년 6월 27일)
- 《SBS 5 뉴스》 (2016년 12월 19일 ~ 2016년 12월 30일)
- 주말 《SBS 8 뉴스》 (2014년 9월 20일 ~ 2016년 12월 18일)
- 《SBS 8 뉴스》 (대리진행) (2015년 8월 17일 ~ 8월 21일 / 2016년 8월 1일 ~ 2016년 8월 5일)
- 《SBS 뉴스퍼레이드》 (2013년)
- 토요일 《모닝와이드 1,2부》 (2011년 3월 26일 ~ 2011년 10월 8일)
- 《선데이 뉴스 플러스》 (2008년 ~ 2011년)
- 《기적의 승부사》 (2007년 ~ 2008년)
- 《접속! 무비월드》 (2007년)
- 《SBS 뉴스와 생활경제》 (2006년)
- 《생활의 달인》 (2005년 4월 25일 ~ 2006년 3월 6일)
- 《SBS 주말뉴스》 (2004년)
- 《열린 TV 시청자 세상》 (2004년)
- 《한선교 정은아의 좋은 아침》 (2004년)
- 《야인시대》 특집 최고의 순간들 (2003년)
- 《오! 열풍 코리아》 (2002년)
- 《월드컵 우리가 간다》 (2002년)
- 《진기록 팡!팡!팡!》 (2002년)
- 《카운트다운》 (2002년)
- 《아이 러브 사커》 (2001년)
- 《출발! 모닝와이드》 (2001년)

### 드라마
- 《아모르 파티 - 사랑하라, 지금》 (2021년, SBS) (특별출연)

### 라디오
- 《이혜승의 모닝 익스프레스》

## 수상
- 2014년 아나운서대상 시상식 아나운서 클럽상